# Кампори, Анна
Анна Кампори (итал. Anna Campori; 22 сентября 1917, Рим, Королевство Италия — 19 января 2018, Рим, Италия) — итальянская актриса.

## Биография
Карьеру актрисы начинала в  небольшом театре отца, выступая в жанре комедии и ревю. В годы Второй  мировой войны ездила по Италии с труппой братьев де Вико. За Пьетро де Вико она была замужем с 1937 года.
Выступала на сцене Театра Верди в Тревизо. Вместе с  Альберто Семприни, Катиной Раньери и Акиле  Тольяни основала свою театральную компанию.
С 1951 года на экране. На её счету свыше 70 ролей в кино и на телевидении. Также Кампори известна как актриса озвучивания.
В 2013 году актриса последний раз появилась на экранах в фильме Даниэле Лукетти «Счастливые годы», получившем ряд престижных призов.